# Tour der British Lions nach Südafrika 1903
| Tour der British Lions nach Südafrika 1903 | Tour der British Lions nach Südafrika 1903 | Tour der British Lions nach Südafrika 1903 | Tour der British Lions nach Südafrika 1903 | Tour der British Lions nach Südafrika 1903 |
| Übersicht                                  | S                                          | G                                          | U                                          | N                                          |
| ------------------------------------------ | ------------------------------------------ | ------------------------------------------ | ------------------------------------------ | ------------------------------------------ |
| Test Matches                               | 03                                         | 0                                          | 2                                          | 1                                          |
| Sonstige Spiele                            | 19                                         | 11                                         | 1                                          | 7                                          |
| Gesamt                                     | 22                                         | 11                                         | 3                                          | 8                                          |
|                                            |                                            |                                            |                                            |                                            |
| Südafrika                                  | 03                                         | 0                                          | 2                                          | 1                                          |

Die Tour der British Lions nach Südafrika 1903 war eine Rugby-Union-Tour der als British Isles bezeichneten Auswahlmannschaft (den heutigen British and Irish Lions). Sie reiste 1903 zum dritten Mal nach Südafrika. Von Juli bis September bestritten die Briten 22 Spiele, darunter drei Test Matches gegen die südafrikanische Nationalmannschaft. Der britischen Auswahl gelangen in den Test Matches zwei Unentschieden, während das dritte verloren ging. In den übrigen 19 Spielen gegen weitere Auswahlteams musste sie sieben Niederlagen hinnehmen.

## Spielplan
- Hintergrundfarbe grün = Sieg
- Hintergrundfarbe gelb = Unentschieden
- Hintergrundfarbe rot = Niederlage

(Test Matches sind grau unterlegt; Ergebnisse aus der Sicht der Lions)
| #  | Datum              | Gegner                   | Ort                 | Stadion                 | Ergebnis |
| -- | ------------------ | ------------------------ | ------------------- | ----------------------- | -------- |
| 01 | 09. Juli 1903      | Western Province Country | Kapstadt            | Newlands Stadium        | 7:13     |
| 02 | 11. Juli 1903      | Western Province Towns   | Kapstadt            | Newlands Stadium        | 3:12     |
| 03 | 13. Juli 1903      | Western Province         | Kapstadt            | Newlands Stadium        | 4:8      |
| 04 | 18. Juli 1903      | Port Elizabeth           | Port Elizabeth      | Crusaders Ground        | 15:0     |
| 05 | 20. Juli 1903      | Eastern Province         | Port Elizabeth      | Crusaders Ground        | 12:0     |
| 06 | 22. Juli 1903      | Grahamstown              | Grahamstown         |                         | 28:7     |
| 07 | 25. Juli 1903      | King William’s Town      | King William’s Town | Victoria Ground         | 37:3     |
| 08 | 27. Juli 1903      | East London              | East London         |                         | 7:5      |
| 09 | 01. August 1903    | Griqualand West          | Kimberley           | Kimberley Athletic Club | 0:11     |
| 10 | 04. August 1903    | Griqualand West          | Kimberley           | Kimberley Athletic Club | 6:8      |
| 11 | 08. August 1903    | Transvaal                | Johannesburg        | Wanderers Ground        | 3:12     |
| 12 | 11. August 1903    | Pretoria                 | Pretoria            |                         | 15:3     |
| 13 | 13. August 1903    | Pietermaritzburg         | Pietermaritzburg    |                         | 15:0     |
| 14 | 15. August 1903    | Durban                   | Durban              | Albert Park             | 22:0     |
| 15 | 19. August 1903    | Witwatersrand            | Johannesburg        |                         | 12:0     |
| 16 | 22. August 1903    | Transvaal                | Johannesburg        | Wanderers Ground        | 4:14     |
| 17 | 26. August 1903    | Südafrika                | Johannesburg        | Wanderers Ground        | 10:10    |
| 18 | 29. August 1903    | Orange River County      | Bloemfontein        | Rambler’s Ground        | 17:16    |
| 19 | 02. September 1903 | Griqualand West          | Kimberley           | Kimberley Athletic Club | 19:0     |
| 20 | 05. September 1903 | Südafrika                | Kimberley           | Kimberley Athletic Club | 0:0      |
| 21 | 10. September 1903 | Western Province         | Kapstadt            | Newlands Stadium        | 3:3      |
| 22 | 12. September 1903 | Südafrika                | Kapstadt            | Newlands Stadium        | 0:8      |

## Test Matches
| 26. August 1903 | Südafrika                                     | 10 : 10        | Großbritannien                                  | Wanderers Ground, Johannesburg Zuschauer: 5000 Schiedsrichter: Bill Donaldson (Schottland) |
| 26. August 1903 | Versuche: Dobbin Frew Erhöhungen: Heatlie (2) | (10:5) Bericht | Versuche: Cave Skrimshire Erhöhungen: Gillespie | Wanderers Ground, Johannesburg Zuschauer: 5000 Schiedsrichter: Bill Donaldson (Schottland) |

Aufstellungen:
- Südafrika: Joe Barry, Charlie Brown, Uncle Dobbin, Alex Frew , Barry Heatlie, Charlie Jones, Japie Krige, Willie McEwan, Andrew Morkel, Pieter Nel, Joseph Partridge, Jackie Powell, Klondyke Raaff, Jimmy Sinclair, Bertie van Renen
- Großbritannien: William Cave, Gilbert Collett, Ian Davidson, Thomas Gibson, John Gillespie, Louis Greig, Patrick Hancock, Edward Harrison, Mark Morrison , Bill Scott, Reginald Skrimshire, Robertson Smyth, Frank Stout, Alfred Tedford, Joseph Wallace

| 5. September 1903 | Südafrika | 0 : 0 | Großbritannien | Kimberley Athletic Ground, Kimberley Zuschauer: 5000 Schiedsrichter: P. W. Day (Südafrika) |
| 5. September 1903 | Bericht   |       |                | Kimberley Athletic Ground, Kimberley Zuschauer: 5000 Schiedsrichter: P. W. Day (Südafrika) |

Aufstellungen:
- Südafrika: Sydney Ashley, Joe Barry, Charlie Brown, George Crampton, Clement Currie, Sydney de Melker, Uncle Dobbin, Egbert Gibbs, Jack Jackson, Charlie Jones, Rajah Martheze, Henry Metcalf, Pieter Nel, Jackie Powell , Klondyke Raaff
- Großbritannien: William Cave, Gilbert Collett, Thomas Gibson, John Gillespie, Louis Greig, Patrick Hancock, Mark Morrison , Robert Neill, Bill Scott, Reginald Skrimshire, Robertson Smyth, Frank Stout, Alfred Tedford, Edward Walker, Joseph Wallace

| 12. September 1903 | Südafrika                                | 8 : 0   | Großbritannien | Newlands Stadium, Kapstadt Zuschauer: 6000 Schiedsrichter: J. H. Anderson (Südafrika) |
| 12. September 1903 | Versuche: Barry Reid Erhöhungen: Heatlie | Bericht |                | Newlands Stadium, Kapstadt Zuschauer: 6000 Schiedsrichter: J. H. Anderson (Südafrika) |

Aufstellungen:
- Südafrika: John Anderson, Joe Barry, John Botha, Charlie Brown, Harold Carolin, Hugh Ferris, Barry Heatlie , Tommy Hobson, Japie Krige, Bob Loubser, Willie McEwan, Pieter Nel, Alec Reid, Paul Roos, Bertie van Renen
- Großbritannien: William Cave, Gilbert Collett, Thomas Gibson, John Gillespie, Louis Greig, Patrick Hancock, Mark Morrison , Robert Neill, Bill Scott, Reginald Skrimshire, Robertson Smyth, Frank Stout, Alfred Tedford, Edward Walker, Joseph Wallace

## Kader

### Management
- Tourmanager: Johnny Hammond
- Kapitän: Mark Morrison

### Spieler
| Spieler             | Position         | Mannschaft                |
| ------------------- | ---------------- | ------------------------- |
| Louis Greig         | Halbspieler      | Cambridge University RUFC |
| Gillespie           | Halbspieler      | Edinburgh Academical FC   |
| Robert Neill        | Halbspieler      | Edinburgh Academical FC   |
| Patrick Hancock     | Halbspieler      | Richmond FC               |
| Alfred Hind         | Dreiviertelreihe | Leicester Tigers          |
| Ian Davidson        | Dreiviertelreihe | North of Ireland FC       |
| Gilbert Collett     | Dreiviertelreihe | Gloucestershire           |
| Reginald Skrimshire | Dreiviertelreihe | Newport RFC               |
| Edward Walker       | Dreiviertelreihe | Lennox FC                 |
| Edward Harrison     | Schlussmann      | Guy’s Hospital            |

| Spieler               | Position | Mannschaft                      |
| --------------------- | -------- | ------------------------------- |
| David Bedell-Sivright | Stürmer  | Cambridge University RUFC       |
| William Cave          | Stürmer  | Cambridge University RUFC       |
| Thomas Gibson         | Stürmer  | Cambridge University RUFC       |
| J. C. Hosack          | Stürmer  | Edinburgh Wanderers             |
| Mark Morrison         | Stürmer  | Royal HSFP                      |
| Bill Scott            | Stürmer  | West of Scotland FC             |
| Robertson Smyth       | Stürmer  | Dublin University Football Club |
| Frank Stout           | Stürmer  | Richmond FC                     |
| Alfred Tedford        | Stürmer  | Malone RFC                      |
| Joseph Wallace        | Stürmer  | Wanderers FC                    |
| James Wallace         | Stürmer  | Wanderers FC                    |